# Ana María Barbany
Anna María Barbany (Barcelona, 1945) es una actriz española.

## Biografía
Tras estudiar teatro y danza en su Barcelona natal, empezó su carrera con directores como Hermann Bonnín en 1962 para ser contratada asiduamente por el Teatre Romea, futuro Centro Dramático de la Generalitat. 
En los últimos años, ha trabajado con frecuencia con Josep María Flotats en el Teatre Nacional de Catalunya y Sergi Belbel del que ha interpretado varios textos, también bajo su dirección. También perteneció al CNINAT (Centro Nacional de Iniciación del Niño y el Adolescente al Teatro), dirigido por José María Morera.
Actriz eminentemente teatral y de televisión, ha realizado escasas incursiones en el mundo del cine, destacando El certificado (1970), de Vicente Lluch, El pájaro de la felicidad (1993), de Pilar Miró, Obra maestra (2000), de David Trueba y Lo mejor que le puede pasar a un cruasán (2003), de Paco Mir.

## Televisión
| - Merlí: Sapere aude (2019) - Merlí (2015-2018) - La sagrada familia (2010) - Los sentidos de la muerte (2008) - ¿Y a mí quién me cuida? (2007) - Los hombres de Paco - El silencio de los maderos (9 de febrero de 2006) - La mafia calabresa (16 de febrero de 2006) - Casi perfectos (2004-2005) - L'un per l'altre (2003-2004) - Majoria absoluta - Rivalitats (20 de diciembre de 2002) - Catacracs (28 de marzo de 2003) - Evasions (26 de septiembre de 2003) - Moncloa ¿dígame? (2001) - El chalet de Madame Renard (2000) - Happy House - Gigoló, gigoló (1 de enero de 2000) - Plats bruts (1999-2000) - La memoria dels Cargols - La guerra dels remences (8 de febrero de 1999) - Quico - La temptació viu a dalt (17 de septiembre de 1992) - Crònica negra - Cas clínic (6 de enero de 1989) - Recuerda cuando (1987) - Clase media - La cencerrada (1 de enero de 1987) - El milagro de Fray Bernardino (1 de enero de 1987) - Los que no tenemos reales (1 de enero de 1987) - La casa de la pradera (28 de febrero de 1987) - Històries de cara i creu - La visita crepuscular (21 de noviembre de 1986) - Planeta imaginario - Las brujas (27 de enero de 1986) - Estudio 1 - La gaviota (19 de abril de 1982) - Papá quiere ser libre (31 de enero de 1983) - El Barón (8 de agosto de 1983) - El sombrero de copa (21 de agosto de 1984) | - Cicle Santiago Rusiñol - El senyor Josep enganya a la dona i la dona del senyor Josep falta a l'home (8 de julio de 1981) - Llibre dels fets del bon rei en Jaume (1978) - Lletres catalanes - Les tres germanes (1 de mayo de 1977) - Massa temps sense piano (4 de octubre de 1977) - Espectres (12 de abril de 1978) - Teatro Club - La rosa de papel (18 de marzo de 1977) - Original - El mar soñado (1 de abril de 1975) - La tablita (16 de enero de 1977) - Teatro catalán - Els zin-calós (31 de octubre de 1972) - Ficciones - El vigilante (27 de julio de 1972) - Clara Milich (17 de agosto de 1972) - La contrafigura (27 de enero de 1973) - El pasaporte ruso demorado (1 de diciembre de 1973) - El violín de Cremona (12 de enero de 1974) - La huella del tiempo (26 de enero de 1974) - El mensajero (13 de mayo de 1974) - Viaje sentimental (15 de julio de 1974) - Sospecha - Unos peniques de gas (25 de mayo de 1971) - Novela - La enamorada del amor (18 de noviembre de 1968) - El coleccionista de ruidos (3 de marzo de 1969) - Sonata patética (25 de mayo de 1970) - La pequeña esposa (6 de septiembre de 1971) - Las bostonianas (5 de junio de 1978) - Hora once - La cantante calva (1 de septiembre de 1968) - La dama del mar (29 de septiembre de 1968) - Un hermoso domingo de septiembre (4 de mayo de 1969) - El paquebote de Tenacity (11 de mayo de 1969) - Las sorpresas del teatro (6 de julio de 1969) |

## Teatro
Lista incompleta.
- Extraño anuncio (2012)
- Toc Toc (2010)
- Dissabte, diumenge i dilluns (2003)
- 5mujeres.com (2003)
- El derribo (1998)
- El misántropo (1996)
- El acero de Madrid (1995)
- El amor es un potro desbocado (1994)
- Després de la pluja (1993)
- Feliz aniversario (1991)
- Cándida (1985)
- Casa de muñecas (1983)
- El barón (1983)[1]
- El sombrero de copa (1982)
- La gaviota (1981)[2]
- Don Duardos (1979)
- Julio César (1976)
- Tiempo de espadas (1973)[3]
- Los delfines (1969)
- Don Juan Tenorio (1966)
- La cantante calva (1968)

## Candidaturas
| Año  | Premio                               | Categoría                            | Trabajo                              | Resultado |
| ---- | ------------------------------------ | ------------------------------------ | ------------------------------------ | --------- |
| 2018 | X Premio Actúa de la Fundación AISGE | X Premio Actúa de la Fundación AISGE | X Premio Actúa de la Fundación AISGE | Ganadora  |
| 2004 | Premios Zapping                      | Mejor Actriz                         | Casi perfectos                       | Candidata |
| 2004 | Premios Max                          | Mejor Actriz de Reparto              | Dissabte, diumenge i dilluns         | Candidata |
| 2000 | Premios Fotogramas de Plata          | Mejor Actriz de Televisión           | Plats bruts                          | Finalista |
| 1995 | Premios Mayte                        | Mejor Labor Teatral                  | Mejor Labor Teatral                  | Candidata |